# Esodo nizzardo

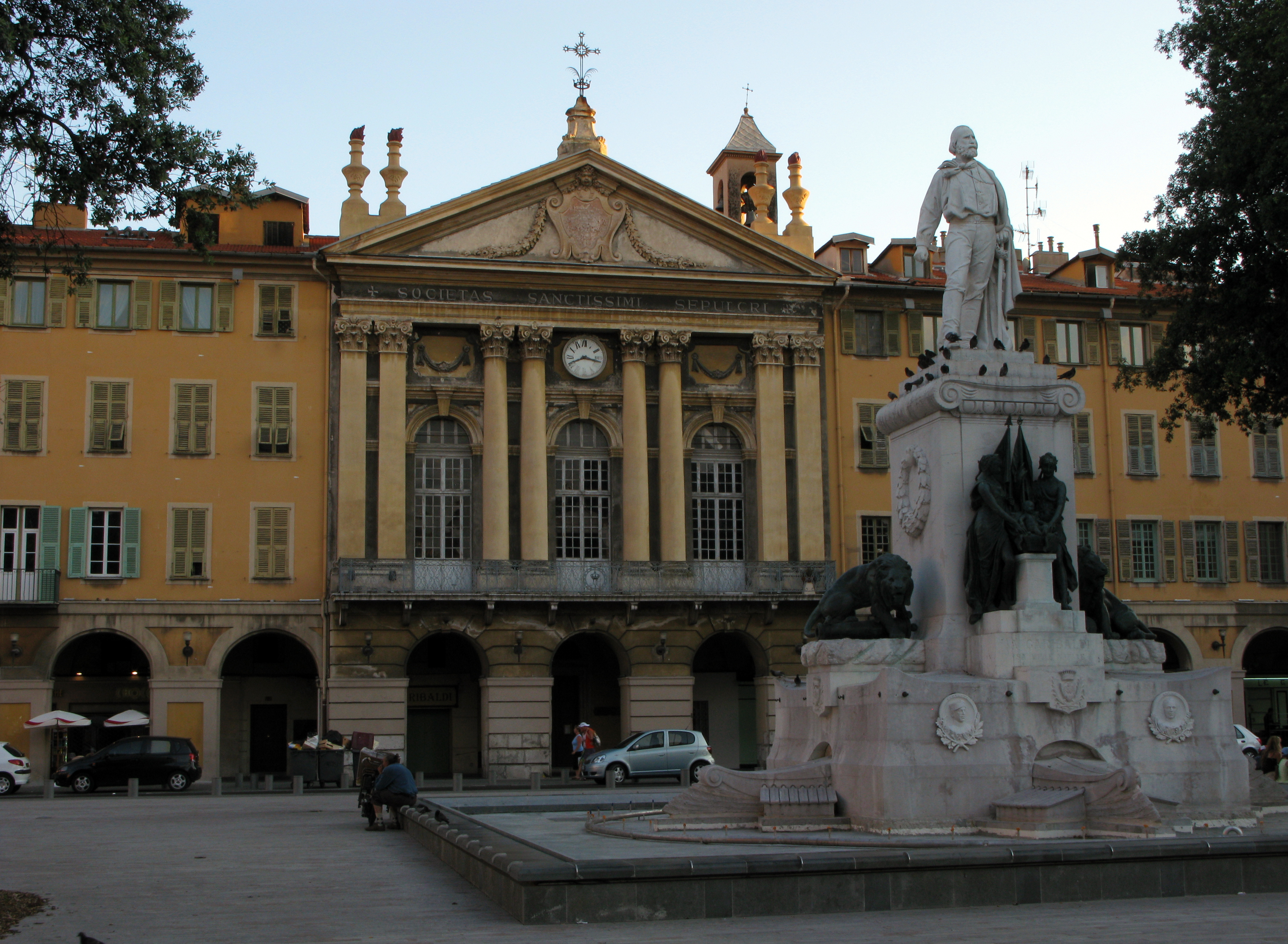
Monumento a Garibaldi nella piazza omonima a Nizza

L'esodo nizzardo fu uno dei primi fenomeni emigratori che coinvolse le popolazioni italiane in età contemporanea. Fu dovuto al rifiuto di un quarto degli abitanti di Nizza di rimanere nella loro città dopo l'annessione alla Francia nel 1861.

## Storia
L'esodo avvenne a partire dal 1861, in concomitanza e a seguito della cessione di Nizza e del suo comprensorio dal Regno di Sardegna alla Francia, in applicazione degli accordi siglati tra i governi dei due Paesi in occasione della seconda guerra d'indipendenza.
Parte della popolazione - specialmente i ceti più abbienti - scelse di emigrare nel nuovo Stato italiano, conservando la cittadinanza sabauda (e quindi italiana).
(Claudio Raffaelli, I nizzardi e savoiardi che scelsero il Regno di Sardegna nel 1860)

Una mappa della Contea di Nizza che mostra la parte del Regno di Sardegna annessa nel 1860 alla Francia (marrone chiaro). L'area rossa faceva invece già parte della Francia prima del 1860

La parte dei nizzardi che decise di rimanere subì un processo di imposta francesizzazione: molti si irritarono fino a scatenare, dieci anni dopo, i Vespri nizzardi. Come conseguenza, su un totale di 44.000 abitanti, emigrarono dal Nizzardo in Italia oltre 11.000 persone nel decennio successivo al 1861.
Infatti da parte delle autorità francesi dopo il 1861 fu favorita e spesso imposta una progressiva diffusione della lingua francese a danno di quella italiana. Vennero chiuse tutte le pubblicazioni dei giornali italiani, come La Voce di Nizza. Furono cambiati molti cognomi dei nizzardi (per esempio "Bianchi" divenne "Leblanc" e "Del Ponte", "Dupont"). Il risultato fu un rigetto iniziale della Francia da parte di molti nizzardi: gli irredentisti italiani si fecero portavoce di questo rigetto tramite il loro capo, il nizzardo Giuseppe Garibaldi.
(Proclama da Caprera di Garibaldi all'"Associazione di Mutuo Soccorso per gli Emigrati Nizzardi in Torino" da Giulio Vignoli, Storia di Nizza e del Nizzardo)
Gli esuli nizzardi si trasferirono principalmente in Liguria e nelle grandi città italiane, come Torino, Milano, Firenze, Roma e Bologna, dove crearono organizzazioni come l'"Associazione di Mutuo Soccorso per gli Emigrati Nizzardi in Torino".
Dopo i Vespri nizzardi del 1871 furono allontanati da Nizza gli ultimi irriducibili irredentisti che appoggiarono il Risorgimento italiano, completando l'esodo. Il più illustre era Luciano Mereu, che fu espulso da Nizza con altri famosi nizzardi garibaldini: Adriano Gilli, Carlo Perino e Alberto Cougnet, il cui padre Carlo, funzionario sabaudo, aveva lasciato la città già nel 1861 al momento dell’annessione alla Francia, stabilendosi a Genova. Lo stesso Garibaldi, che era stato eletto dai Nizzardi, rifiutò nel 1873 il suo incarico e - comportandosi da esule - mai più tornò nella sua città natale come protesta per quanto avvenuto nei Vespri nizzardi.
Infine va ricordato che tra gli esuli nizzardi vi furono anche letterati e scrittori come Francesco Barberis (autore di L'addio a Nizza e Nizza italiana, raccolta di varie poesie italiane e nizzarde a Firenze), Enrico Sappia (autore di Nizza contemporanea), Giuseppe Bovis (autore di Nizza nelle sue memorie), Giuseppe André (autore della famosa Nizza negli ultimi quattro anni), Pier Luigi Caire (autore di Nizza 1860: ricordi storici documentati) e Giuseppe Bres (autore di Notizie intorno ai pittori nicesi Giovanni Miraglietti, Ludovico Brea e Bartolomeo Bensa a Genova e L'arte nell'estrema Liguria occidentale, che a suo avviso arrivava al Nizzardo).
Durante l'occupazione italiana di Nizza nel 1942/43 venne ripristinato il quotidiano degli irredentisti nizzardi Il Nizzardo. Era diretto da Ezio Garibaldi, nipote di Giuseppe Garibaldi. In quegli anni fu rinomato anche il periodico Fert, principale voce dei nizzardi rifugiatisi in Italia dopo l'annessione della città alla Francia nel 1861.
Fino agli anni trenta del XX secolo il centro di Nizza era ancora a maggioranza italiana. Oggi sopravvivono caratteri italiani negli usi, nei costumi e nella cultura principalmente lungo le zone di confine con l'Italia.